# Gyurmed Namgyal
Pour les articles homonymes, voir Namgyal.
Gyurmed Namgyal (sikkimais : འགྱུར་མེད་རྣམ་རྒྱལ་ Wylie : 'gyur med rnam rgyal), né en 1707 et mort en 1733, est le quatrième chogyal (monarque) du Sikkim.
Pendant son règne, le Sikkim est en conflit avec le royaume du Népal.

## Biographie
Gyurmed Namgyal est le fils de Chakdor Namgyal, chogyal du Sikkim, et de sa femme, Lho Gyalma. À la mort de son père en 1716, il lui succède et est intronisé en 1717. Pendant sa minorité, le lama tibétain Jigmé Pawo assume la régence. Il est marié en 1721 à Mingyür Drolma, la fille cadette de l'abbé de Mindroling (Terdak Lingpa), au Tibet. Il meurt en 1733, apparemment sans descendance, mais il aurait déclaré qu'une religieuse du monastère de Sanga Choeling (en) portait son enfant, qui est effectivement né (Phuntsog Namgyal II). Un gouverneur local, Chandzod Tamding, refusant de reconnaître la filiation royale de l'enfant, s'est proclamé Raja et a régné pendant quelques années avant d'être expulsé par les partisans de Phuntsog Namgyal avec l'aide de Tibétains. Phuntsog Namgyal a ensuite été installé en tant que 5e chogyal après la régence d'un envoyé tibétain, Rabden Sharpa.
Durant son règne, les monastères de Rumtek, Phodong et Ralang sont construits pour le 9e karmapa